# Onthophagus villosus
Onthophagus villosus là một loài bọ cánh cứng trong họ Bọ hung (Scarabaeidae).